# 九华镇 (青阳县)
九华镇，是中华人民共和国安徽省池州市青阳县下辖的一个乡镇级行政单位。
九华镇位于九华山风景区内。

## 行政区划
九华镇下辖以下地区：
芙蓉社区、祇民社区和闵园社区。